# JŽ serija 801
JŽ serija 801 je serija uskotračnog dizelskomotornog vlaka Jugoslavenskih željeznica. 
Prozvodile su ga tvrtke Ganz iz Budimpešte i tadašnja Tvornica vagona, strojeva i mostova (kasnije Đuro Đaković) iz Slavonskog Broda. Prva garnitura puštena je u promet 20. srpnja 1938. na relaciji Beograd - Sarajevo - Dubrovnik. Bilo je izgrađeno sedam trodijelnih garnitura koje su puštene u promet do 15. lipnja 1939., i to na relacijama Sarajevo - Beograd, Sarajevo - Dubrovnik i Sarajevo - Bosanski Brod. Velike zasluge za uvođenje ovog vlaka imao je tadašnji ministar prometa Mehmed Spaho, zbog čega je jedan od nadimaka ovog vlaka bio Spahin vlak. Drugi nadimak koji je nosio bio je Ludi Sarajlija zbog, za to vrijeme, relativno velike brzine kretanja. Vlak je udaljenost od Beograda do Dubrovnika prelazio za 16 sati i 35 minuta, a brzom vlaku je bilo potrebno 24 sata. Nakon Drugog svjetskog rata šest ispravnih garnitura kratko je vrijeme nosilo imena "Prvi maj", "Sutjeska", "Kozara", "29. novembar", "Kosmaj" i "Istra". Krajem 1960-ih izbačeni su iz prometa, a zamijenio ih je motorni vlak serije 802.

## Tehničke karakteristike
- Graditelj: Ganz Budimpešta i Tvornica vagona, strojeva i mostova Slavonski Brod
- Godina izgradnje: 1938.
- Osovinski raspored: B'B' (+ 2'2' + B'B')
- Širina kolosijeka: 760 mm
- Instalirana snaga: 235 kW (173 KS)
- Motor: dizelski motor Ganz VI JaR170/240
- Duljina: 46,2 m
- Masa: 75 t
- Najveća brzina: 50 km/h